# Ippei Watanabe (nadador)
Ippei Watanabe (en japonés: 渡辺一平, Watanabe Ippei; Tsukumi, 18 de marzo de 1997) es un deportista japonés que compite en natación, especialista en el estilo braza.
Ganó tres medallas en el Campeonato Mundial de Natación entre los años 2017 y 2025, y una medalla de oro en el Campeonato Pan-Pacífico de Natación de 2018.
Participó en dos Juegos Olímpicos de Verano, ocupando el sexto lugar en Río de Janeiro 2016 y en París 2024, en la prueba de 200 m braza.

## Palmarés internacional
| Campeonato Mundial      | Campeonato Mundial      | Campeonato Mundial | Campeonato Mundial |
| Año                     | Lugar                   | Medalla            | Prueba             |
| ----------------------- | ----------------------- | ------------------ | ------------------ |
| 2017                    | Budapest (Hungría)      | Medalla de bronce  | 200 m braza        |
| 2019                    | Gwangju (Corea del Sur) | Medalla de bronce  | 200 m braza        |
| 2025                    | Singapur (Singapur)     | Medalla de plata   | 200 m braza        |
| Campeonato Pan-Pacífico |                         |                    |                    |
| Año                     | Lugar                   | Medalla            | Prueba             |
| 2018                    | Tokio (Japón)           | Medalla de oro     | 200 m braza        |